# 방두초등학교
방두초등학교는 대한민국 충청남도 태안군 근흥면 두야리 910에 있었던 공립 초등학교이다.

## 연혁
- 1969년 3월 2일 방두국민학교 개교
- 1984년 3월 1일 병설유치원 개원
- 1996년 3월 1일 방두초등학교로 개명
- 2005년 3월 1일 초등 3학급, 유치원 1학급 편성
- 2006년 2월 17일 제37회 졸업(6명), 총 1,962명
- 2006년 3월 1일 방두초등학교 폐교